# شوجب
الشوجب (الاسم العلمي: Premna) هو جنس من النباتات يتبع الفصيلة الشفوية من رتبة الشفويات.

## قائمة أنواع الشوجب
يوجد عدة أنواع من جنس الشوجب:
- شوجب أبيض (الاسم العلمي:Premna alba)
- شوجب أحمر (الاسم العلمي:Premna rubens)
- شوجب أنغولي (الاسم العلمي:Premna angolensis)
- شوجب بنغالي (الاسم العلمي:Premna bengalensis)
- شوجب بنفسجي (الاسم العلمي:Premna purpurascens)
- شوجب بونيوني (الاسم العلمي:Premna borneensis)
- شوجب راتنجي (الاسم العلمي:Premna resinosa)
- شوجب زاحف (الاسم العلمي:Premna repens)
- شوجب سميك (الاسم العلمي:Premna crassa)
- شوجب سومطري (الاسم العلمي:Premna sumatrana)
- شوجب سيامي (الاسم العلمي:Premna siamensis)
- شوجب ضيق الأزهار (الاسم العلمي:Premna angustiflora)
- شوجب ضيق الأوراق (الاسم العلمي:Premna angustifolia)
- شوجب طفيلي (الاسم العلمي:Premna parasitica)
- شوجب طويل الأوراق (الاسم العلمي:Premna longifolia)
- شوجب عنقودي (الاسم العلمي:Premna racemosa)
- شوجب غشائي (الاسم العلمي:Premna membranacea)
- شوجب قلبي الأوراق (الاسم العلمي:Premna cordifolia)
- شوجب قنابي (الاسم العلمي:Premna bracteata)
- شوجب كبريتي (الاسم العلمي:Premna sulphurea)
- شوجب كبير الأوراق (الاسم العلمي:Premna macrophylla)
- شوجب كمبودي (الاسم العلمي:Premna cambodiana)
- شوجب كونغولي (الاسم العلمي:Premna congolensis)
- شوجب لبدي (الاسم العلمي:Premna tomentosa)
- شوجب لحوي (الاسم العلمي:Premna barbata)
- شوجب متسلق (الاسم العلمي:Premna scandens)
- شوجب ملتبس (الاسم العلمي:Premna dubia)
- شوجب منشاري (الاسم العلمي:Premna serrata)
- شوجب منشاري الأوراق (الاسم العلمي:Premna serratifolia)
- شوجب نتن (الاسم العلمي:Premna foetida)
- شوجب هرمي (الاسم العلمي:Premna pyramidata)
- شوجب يوناني (الاسم العلمي:Premna yunnanensis)
- (الاسم العلمي:Premna acuminata)
- (الاسم العلمي:Premna acutata)
- (الاسم العلمي:Premna adenosticta)
- (الاسم العلمي:Premna ambongensis)
- (الاسم العلمي:Premna amplectens)
- (الاسم العلمي:Premna annulata)
- (الاسم العلمي:Premna areolata)
- (الاسم العلمي:Premna atra)
- (الاسم العلمي:Premna aureolepidota)
- (الاسم العلمي:Premna balakrishnanii)
- (الاسم العلمي:Premna balansae)
- (الاسم العلمي:Premna benguetensis)
- (الاسم العلمي:Premna bequaertii)
- (الاسم العلمي:Premna cavaleriei)
- (الاسم العلمي:Premna ceramensis)
- (الاسم العلمي:Premna chevalieri)
- (الاسم العلمي:Premna chrysoclada)
- (الاسم العلمي:Premna collinsae)
- (الاسم العلمي:Premna confinis)
- (الاسم العلمي:Premna congesta)
- (الاسم العلمي:Premna coriacea)
- (الاسم العلمي:Premna corymbosa)
- (الاسم العلمي:Premna cowanii)
- (الاسم العلمي:Premna cumingiana)
- (الاسم العلمي:Premna cyclophylla)
- (الاسم العلمي:Premna dallachyana)
- (الاسم العلمي:Premna debiana)
- (الاسم العلمي:Premna decaryi)
- (الاسم العلمي:Premna decurrens)
- (الاسم العلمي:Premna dentatifolia)
- (الاسم العلمي:Premna depauperata)
- (الاسم العلمي:Premna derryana)
- (الاسم العلمي:Premna discolor)
- (الاسم العلمي:Premna divaricata)
- (الاسم العلمي:Premna esculenta)
- (الاسم العلمي:Premna fohaiensis)
- (الاسم العلمي:Premna fordii)
- (الاسم العلمي:Premna fulva)
- (الاسم العلمي:Premna garrettii)
- (الاسم العلمي:Premna glaberrima)
- (الاسم العلمي:Premna glandulifera)
- (الاسم العلمي:Premna glandulosa)
- (الاسم العلمي:Premna gracillima)
- (الاسم العلمي:Premna grossa)
- (الاسم العلمي:Premna guillauminii)
- (الاسم العلمي:Premna hainanensis)
- (الاسم العلمي:Premna hans-joachimii)
- (الاسم العلمي:Premna henryana)
- (الاسم العلمي:Premna herbacea)
- (الاسم العلمي:Premna hildebrandtii)
- (الاسم العلمي:Premna hispida)
- (الاسم العلمي:Premna humbertii)
- (الاسم العلمي:Premna hutchinsonii)
- (الاسم العلمي:Premna hylandiana)
- (الاسم العلمي:Premna inaequilateralis)
- (الاسم العلمي:Premna interrupta)
- (الاسم العلمي:Premna involucrata)
- (الاسم العلمي:Premna khasiana)
- (الاسم العلمي:Premna kunstleri)
- (الاسم العلمي:Premna lamii)
- (الاسم العلمي:Premna ledermannii)
- (الاسم العلمي:Premna lepidella)
- (الاسم العلمي:Premna leucostoma)
- (الاسم العلمي:Premna leytensis)
- (الاسم العلمي:Premna ligustroides)
- (الاسم العلمي:Premna limbata)
- (الاسم العلمي:Premna longiacuminata)
- (الاسم العلمي:Premna longipetiolata)
- (الاسم العلمي:Premna lucens)
- (الاسم العلمي:Premna lucidula)
- (الاسم العلمي:Premna maclurei)
- (الاسم العلمي:Premna madagascariensis)
- (الاسم العلمي:Premna mariannarum)
- (الاسم العلمي:Premna matadiensis)
- (الاسم العلمي:Premna maxima)
- (الاسم العلمي:Premna mekongensis)
- (الاسم العلمي:Premna membranifolia)
- (الاسم العلمي:Premna micrantha)
- (الاسم العلمي:Premna microphylla)
- (الاسم العلمي:Premna milleflora)
- (الاسم العلمي:Premna milnei)
- (الاسم العلمي:Premna minor)
- (الاسم العلمي:Premna mollissima)
- (الاسم العلمي:Premna moluccana)
- (الاسم العلمي:Premna mooiensis)
- (الاسم العلمي:Premna mortehanii)
- (الاسم العلمي:Premna mundanthuraiensis)
- (الاسم العلمي:Premna nauseosa)
- (الاسم العلمي:Premna neurophylla)
- (الاسم العلمي:Premna nitida)
- (الاسم العلمي:Premna novoguineensis)
- (الاسم العلمي:Premna oblongata)
- (الاسم العلمي:Premna oblongifolia)
- (الاسم العلمي:Premna octonervia)
- (الاسم العلمي:Premna odorata)
- (الاسم العلمي:Premna oligantha)
- (الاسم العلمي:Premna oligotricha)